# Hilaria rigida
Hilaria rigida är en gräsart som först beskrevs av George Thurber, och fick sitt nu gällande namn av George Bentham och Frank Lamson Scribner. Hilaria rigida ingår i släktet Hilaria och familjen gräs. Inga underarter finns listade i Catalogue of Life.

## Bildgalleri

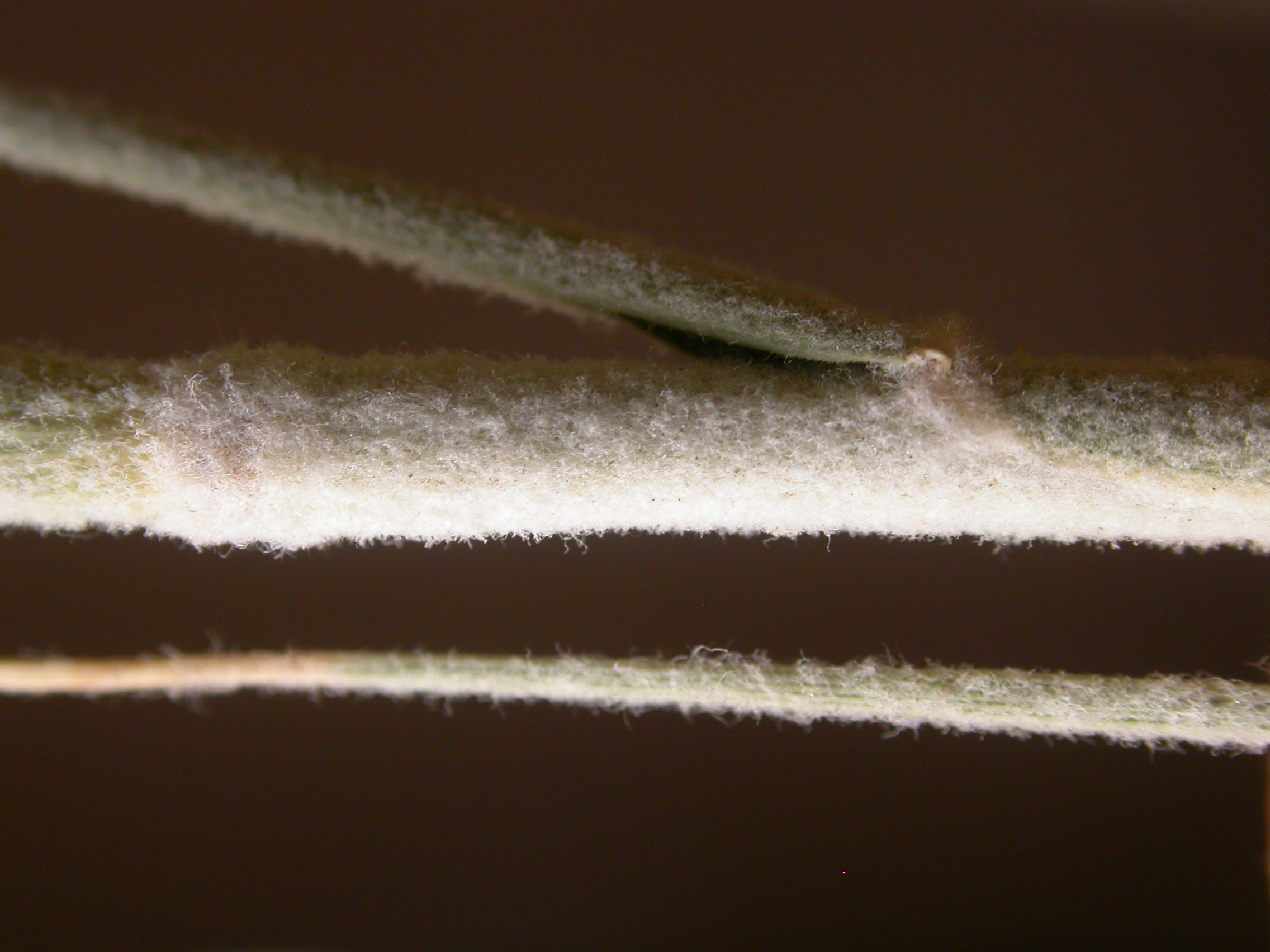
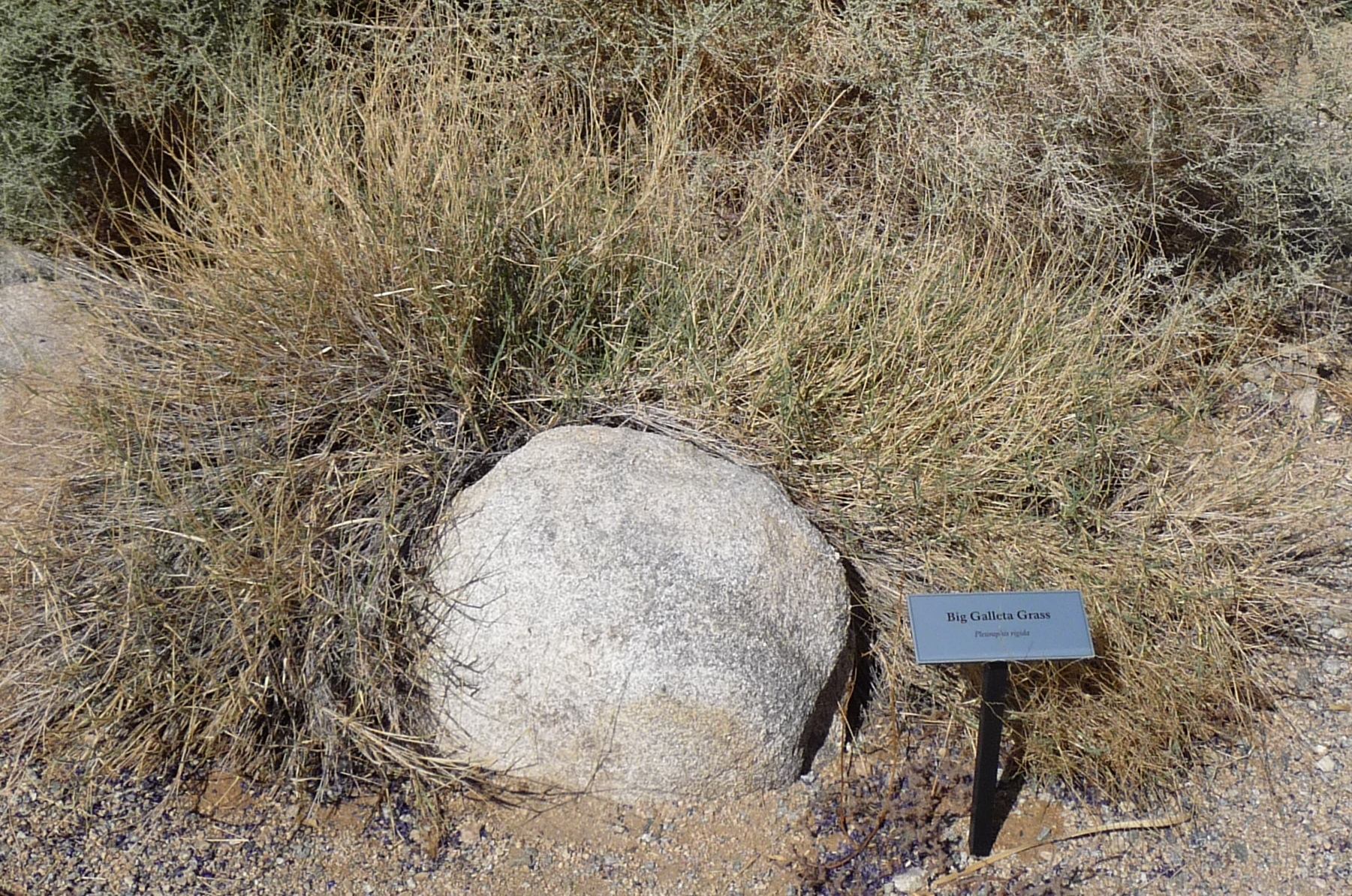
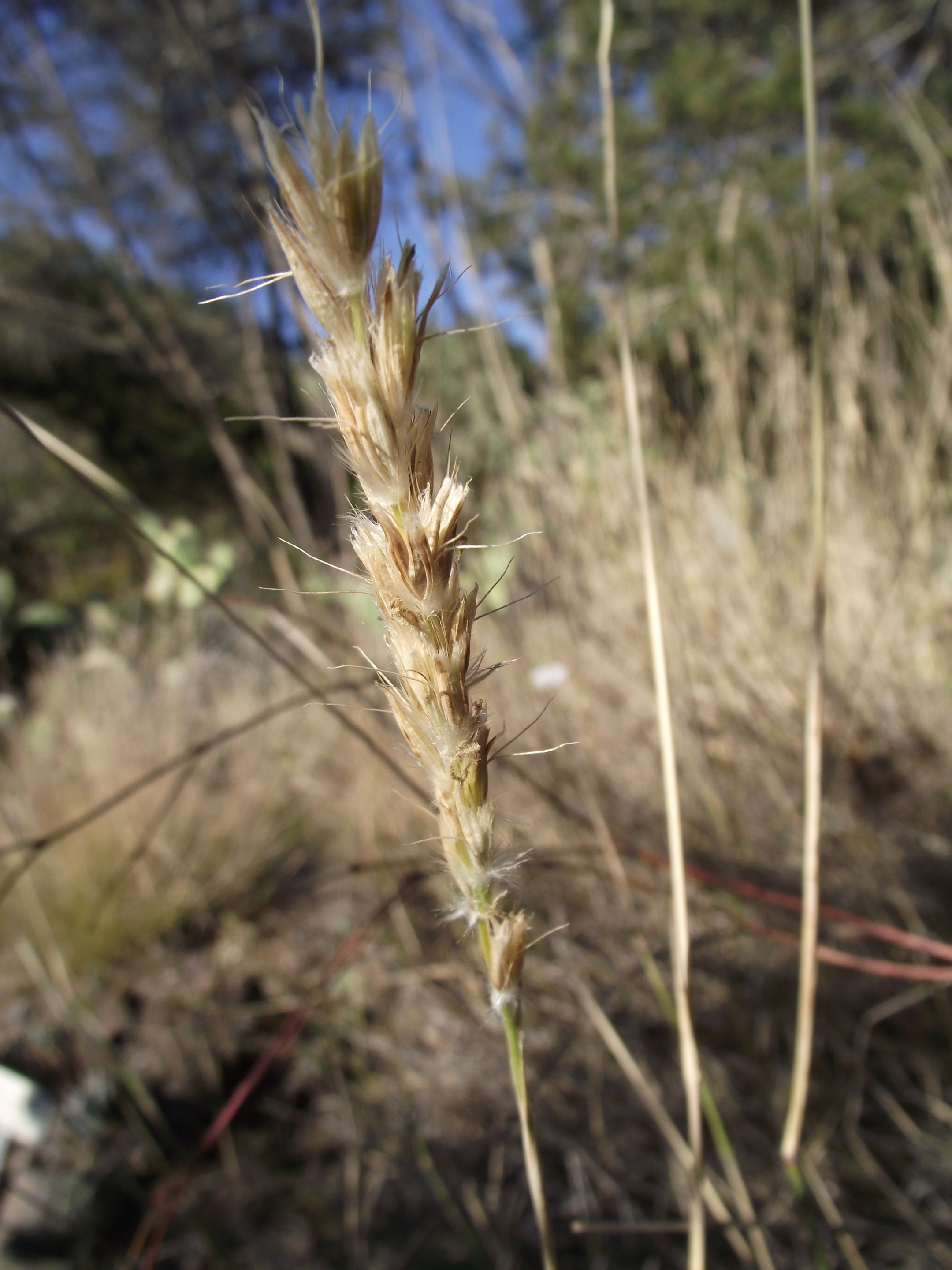